# Samuel E. Blum
Samuel Emil Blum (* 28. August 1920 in New York City; † 9. Januar 2013) war ein US-amerikanischer Chemiker, bekannt für Pionierarbeiten zur Laserchirurgie.
Blum studierte an der Rutgers University mit dem Bachelor-Abschluss 1942, war danach während des Zweiten Weltkriegs 1942/43 Industriechemiker bei der US Rubber Company und ab 1946 Assistent an der Rutgers University, an der er 1950 in Physikalischer Chemie promoviert wurde. 1952 bis 1959 war er leitender Forschungschemiker beim Batelle Memorial Institute. Danach ging er in die Forschung zu IBM an das Thomas J. Watson Research Center, an dem er 1990 in den Ruhestand ging und danach Berater war.
1981 war er mit Rangaswamy Srinivasan und James J. Wynne bei IBM ein Pionier bei der Entwicklung der Chirurgie mit Excimer-Lasern und anderen Lasern. Sie beantragten im Dezember 1982 ein sehr weit gefasstes Patent, dass sie 1988 erhielten. Insgesamt hielt er 11 Patente. Sein Spezialgebiet bei IBM waren Halbleitermaterialien.
2004 erhielt er den R. W. Wood Prize mit Srinivasan und Wynne, 2011 erhielten sie die National Medal of Technology and Innovation und 2013 den Russ Prize und 2002 wurden sie in die National Inventors Hall of Fame aufgenommen. Er ist Fellow des American Institute of Chemists und der American Association for the Advancement of Science.